# Elegantometallyra juheli
Elegantometallyra juheli là một loài bọ cánh cứng trong họ Cerambycidae.